# نهان قايا
نِهان قايا (بالتركية: Nihan Kaya)‏ وُلِدت في 1 أغسطس 1979 - روائية وكاتبة قصص قصيرة. وهي خريجة كلية اللغة الإنجليزية بجامعة بوغازى. بعد أن أتمت الدراسات العليا في مركز أبحاث التحليل النفسي (Centre for Psychoanalytic Studies) الذي في جامعة إسكس، حصلت على شهادة الدكتوراه من كلية كينجز لندن. نُشرت (الفاعل المجهول\ Gizli Özne) أول رواية لهاعام 2003. أخذت جائزة هيئة الكُتاب الأتراك عن كتابها الثاني (العُلِّيَّة).

## أعمالها المختارة

### كتب واقعية
•ساحل العاج 2011

### الروايات والقصص القصيرة
•جرأة الكتابة 2013
•لكننى لست منكم 2012
•ديسباروني، نيرَنجي كتاب 2008
•الضَّباب 2006
•العُلِّيَّة 2004
•الفاعل المجهول 2003